# 長崎電気軌道大浦支線
大浦支線（おおうらしせん）は、長崎県長崎市の新地中華街停留場と石橋停留場を結ぶ、長崎電気軌道の軌道路線である。

## 概要
新地中華街停留場で本線から分岐し、大浦海岸通停留場まで国道499号（大浦海岸通り）、そこから先は都市下水路沿いの大浦石橋通りを経由して、終点の石橋停留場へと至る。大浦海岸通停留場より先は、長崎電気軌道で唯一の単線区間となっている。
大浦支線を通るのは、石橋停留場と蛍茶屋停留場を結ぶ5号系統のみである。石橋方面より長崎駅前方面・崇福寺方面へ向かう系統が存在しないため、新地中華街停留場で1号系統と5号系統の相互乗り換えが可能になっている。なお、かつては大浦支線と長崎駅前方面を結ぶ7号系統も存在した。

## 路線データ
- 路線距離（営業キロ）：1.1 km
- 軌間：1435 mm（狭軌）
- 停留場数：5（起終点含む）
- 複線区間：新地中華街 - 大浦海岸通間
- 電化区間：全線（直流600V）

## 歴史
- 1916年（大正5年）12月27日：千馬町 - 出雲町仮終点間開通[2][3]。出師橋・松ヶ枝橋各停留場開業。
- 1917年（大正6年）6月4日：仮終点を廃止[2]、約120m先に出雲町停留場が開業[3]。
- 1920年（大正9年）12月25日：築町停留場廃止[3]。
- 1930年（昭和5年）4月：松ヶ枝橋停留場を弁天橋停留場へ、出雲町停留場を大浦石橋停留場へ改称[3]。
- 1945年（昭和20年）8月9日：長崎市への原子爆弾投下により不通[4]。
- 1946年（昭和21年）12月11日：運行再開[4]。
- 1961年（昭和36年）10月5日：大浦石橋方面の線路を移設。再開業した築町停留場へ起点が変更され、千馬町停留場が廃止[5][3]。出師橋停留場を市民病院前停留場に改称[6]。
- 1965年（昭和40年）8月28日 - 9月30日：入江町付近で発生した陥没事故の影響により休止[7][8]。
- 1980年（昭和55年）5月1日：弁天橋停留場を大浦天主堂下停留場へ改称[3]。
- 1982年（昭和57年）
  - 7月23日：長崎大水害により運休[9]。
  - 7月25日：運行再開[9]。
- 1983年（昭和58年）6月10日：大浦石橋停留場を石橋停留場へ改称[3]。
- 1990年（平成2年）6月17日：入江町停留場廃止[3][10]。
- 1999年（平成11年）8月31日：7号系統廃止[11]。
- 2018年（平成30年）8月1日：築町停留場を新地中華街停留場へ、市民病院前停留場をメディカルセンター停留場へ、大浦天主堂下停留場を大浦天主堂停留場へ改称[12][13]。

## 運行状況
5号系統のみが約8分間隔で運行されている。

## 停留場一覧
- 全停留場が長崎県長崎市に所在。全線併用軌道。
- 全線を5号系統が経由する。
- 線路 … ||：複線区間、｜：単線区間（行違い不可）∨：ここより下は単線

| 番号 | 停留場名                 | 駅間 キロ | 営業 キロ | 接続路線           | 線路 |
| ---- | ------------------------ | --------- | --------- | ------------------ | ---- |
| 31   | 新地中華街停留場         | -         | 0.0       | 長崎電気軌道：本線 | \|\| |
| 47   | メディカルセンター停留場 | 0.4       | 0.4       |                    | \|\| |
| 48   | 大浦海岸通停留場         | 0.2       | 0.6       |                    | ∨    |
| 50   | 大浦天主堂停留場         | 0.2       | 0.8       |                    | ｜   |
| 51   | 石橋停留場               | 0.3       | 1.1       |                    | ｜   |

### 廃止停留場
丸括弧内は停留場番号。
- 千馬町停留場：当初の起点、1961年10月5日廃止[5][3]。
- 入江町停留場 (46)：築町（現・新地中華街） - 市民病院（現・メディカルセンター）間、1990年6月17日廃止[3][10]。